# 双滘镇
双滘镇，是中华人民共和国广东省阳江市阳春市下辖的一个乡镇级行政单位。

## 行政区划
双滘镇下辖以下地区：
双窖社区、双窖村、双坪村、红星村、垌坪村、黄竹村、五一村、大陈村、黄沙村、垌头村、罗迈村、井垌村、寨吉村、旱田村、永水村、古重村、东安村、运动村、蒲竹村、坡柳村、黄江村、榕木村、七星村和根子村。